# 施塔尔霍芬
施塔尔霍芬是德国莱茵兰-普法尔茨州的一个市镇。总面积2.98平方公里，总人口723人，其中男性352人，女性371人（2011年12月31日），人口密度243人/平方公里。